# Christuskirche (Unterbreizbach)

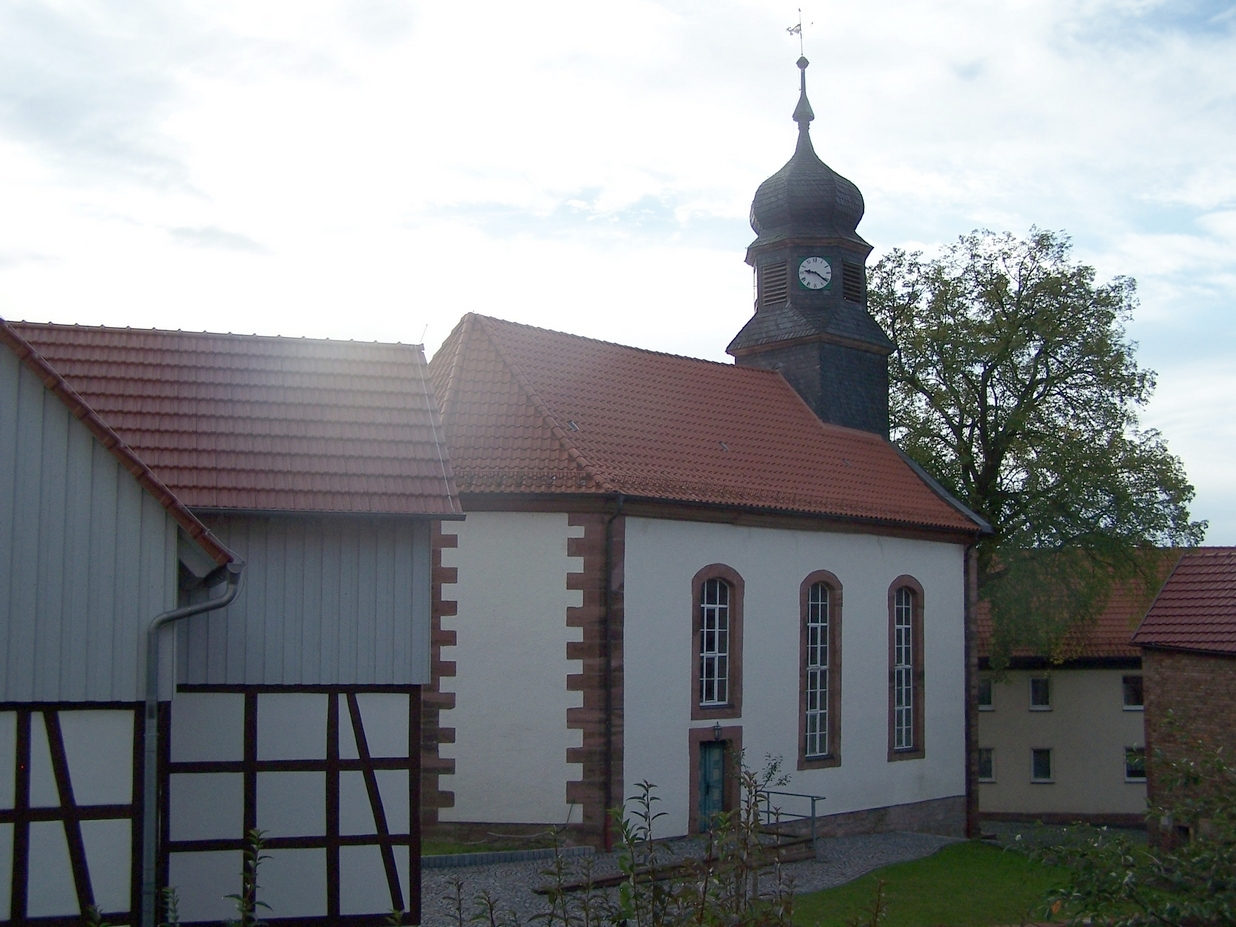
Christuskirche

Die denkmalgeschützte evangelisch-lutherische Christuskirche steht in Unterbreizbach, einer Gemeinde im Wartburgkreis in Thüringen. Die Kirchengemeinde Unterbreizbach gehört zum Pfarrbereich Pferdsdorf (Rhön) im Kirchenkreis Bad Salzungen-Dermbach der Evangelischen Kirche in Mitteldeutschland. Sie wird auch von katholischen Gläubigen genutzt.

## Beschreibung
Die Saalkirche wurde 1773 eingeweiht. Sie hat einen polygonalen Chor und einen schiefergedeckten Dachturm mit oktogoner, welscher Haube, in dem eine Kirchenglocke von 1471 hängt. Der mit einem Tonnengewölbe überspannte Innenraum hat umlaufende, doppelstöckige Emporen, deren Brüstungen mit biblischen Szenen und Texten versehen sind. Der steinerne Kastenaltar stammt vom Vorgängerbau. Zur Kirchenausstattung gehören ferner eine Reliquiennische und die darüber sich befindende Kanzel. Die Orgel mit 9 Registern, verteilt auf ein Manual und Pedal, wurde 1976 von Gerhard Böhm gebaut.